# Nhà thờ Thánh Paraskeva ở Nová Polianka
Nhà thờ Thánh Paraskeva ở Nová Polianka (tiếng Slovakia: Chrám svätej Paraskevy v Nová Polianka) là một nhà thờ được xây dựng bằng gỗ, ban đầu tọa lạc ở làng Nová Polianka, vùng Prešov, Slovakia, và hiện đang nằm trong khuôn viên của bảo tàng ngoài trời ở thị trấn Svidník. Vào ngày 7 tháng 3 năm 1963, nhà thờ này được ghi danh vào Danh sách Di tích Trung ương theo quyết định của Bộ Văn hóa Cộng hòa Slovakia.

## Lịch sử
Nhà thờ được xây dựng vào năm 1766. Nhà thờ bị hư hại trong các hoạt động quân sự của Chiến tranh thế giới thứ hai, cụ thể là tại khu vực của chiến dịch Carpathian - Dukla diễn ra vào tháng 11 năm 1944. Ngay sau khi chiến tranh kết thúc, nhà thờ được người dân trong làng dựng lại. Nhà thờ được tháo dỡ vào năm 1961 và được lắp đặt trong bảo tàng ngoài trời ở Svidník vào năm 1986. Các thánh lễ được tổ chức trở lại trong nhà thờ kể từ năm 1993.

## Miêu tả
Nhà thờ là một tòa nhà có ba gian. Nhà thờ được xây dựng theo hướng đông - tây. Các bức tượng trong nhà thờ có niên đại vào thế kỷ 18. Nhà thờ là một tòa nhà khớp nối bằng gỗ, tức là không có một chiếc đinh kim loại nào được sử dụng trên toàn bộ tòa nhà.